# حبيل عجرد (الملاح)

تعديل مصدري - تعديل

حبيل عجرد هي إحدى قرى عزلة الملاح بمديرية الملاح التابعة لمحافظة لحج، بلغ تعداد سكانها 36 نسمة حسب تعداد اليمن لعام 2004.